# Мажиліс
Мажиліс Парламенту Республіки Казахстан (каз. Қазақстан Республикасы Парламенті Мәжілісі / Qazaqstan Respwblïkası Parlamenti Mäjilisi) — нижня палата Парляменту Республіки Казахстан. Складається з 98 депутатів, які обираються на п'ять років.

## Історія
Восени 1994 року журналістка, екс-кандидатка у депутати Верховної Ради Казахстану Тетяна Квятовська подала до суду з вимогою скасувати результати парламентських виборів 1994 року.
У березні 1995 року після тривалих судових розглядів тодішній Конституційний суд Казахстану визнав позови Квятковської обґрунтованими, незважаючи на заперечення президента Нурсултана Назарбаєва та голови Верховної Ради Абіша Кекільбаюли. 11 березня Назарбаєв видав указ про розпуск Верховної Ради, визнавши всі прийняті Радою законопроекти «недійсними». Тому в Казахстані не існувало законодавчої влади, а всі закони приймалися на підставі Указів Президента.
За результатами всенароднього референдуму, що відбувся 30 серпня 1995 року, була прийнята нова Конституція Республіки Казахстан, в якій Парлямент визначено як високопредставницький орган, який здійснює законодавчу діяльність, що складається з двох палат: Мажилісу та Сенату.
Президент Республіки Казахстан Нурсултан Назарбаєв заявив: «Після прийняття чинної Конституції в Казахстані відкрита "дорога" для економічних реформ. Образно кажучи, замість Верховної Ради, яка керувала всім, але не могла керувати нічим, прийшов двопалатний професійний парламент, який прийняв закони, які за ці роки змінили обличчя країни».
У цій Конституції вперше було офіційно затверджено поняття парламенту. Після прийняття Конституції Президент країни підписав Указ «Про вибори в Республіці Казахстан», який набрав чинності конституційного закону, згідно з яким були проведені вибори депутатів двопалатного парламенту.
Поправки до Конституції та зміни до виборчого законодавства у 2021 і 2022 роках позбавили дев’яти місць, виділених для Асамблеї народу Казахстану, знизили виборчий бар’єр для пропорційних мандатів із 7 відсотків до 5 відсотків і знову запровадили одномандатні виборчі округи.

## Скликання

### I скликання (1996–1999)
Перші вибори до Мажилісу Парламенту Республіки Казахстан відбулися 09 грудня 1995 року. За мажоритарною системою було обрано 67 депутатів. Повноваження депутатів Мажилісу Парламенту Республіки Казахстан на перших виборах почалися 30 січня 1996 року з відкриття першої сесії.
У депутатському корпусі переважали керівники та працівники місцевих органів виконавчої влади та масліхатів – їх 19 осіб. Кожен п'ятий депутат працював керівником підприємств, товариств, фірм, фондів та інших структур. 9 депутатів були науковцями, працівниками вищих навчальних закладів, викладачами. Кожен десятий депутат був співробітником Адміністрації Президента, міністерств і республіканських комітетів. Тимчасово не працювали 4 парламентарі. В аграрному секторі працювало 11 депутатів, у культурному – 3 депутати. Двоє депутатів працювали правоохоронцями та інженером-економістом. Один депутат – юрист, один – військовослужбовець, один – пенсіонер. У Мажилісі працювали 7 докторів наук, 10 кандидатів наук. Серед депутатів було 9 жінок.
- Голова (Торага) — Оспанов Марат Турдибекули.
- Заступник Голови — Осипов Василь Іванович.

### II скликання (1999–2004)
Відповідно до конституційних змін, внесених восени 1999 року, вперше в Центрально-Азіатському регіоні вибори до Мажилісу Парламенту Республіки Казахстан відбулися за змішаною схемою, що дало можливість політичним партіям обираються до парламенту за партійними списками на основі рівного представництва. Внаслідок такої новизни ці вибори характеризуються високою політичною значущістю та альтернативністю проведення, стимулюючи процес створення політичних партій парламентського типу. У виборах взяли участь 10 політичних партій. У мажоритарних одномандатних округах зареєстровано 547 кандидатів. Під час загальних виборів була безпрецедентна кількість кандидатів для Казахстану в той період - в середньому на одне місце реєструвалося вісім осіб.
За результатами виборів до Мажилісу парламенту обрано 67 депутатів від одномандатних округів і 10 депутатів від партій. Ними стали представники чотирьох партій, які подолали семивідсотковий бар’єр – Отан, Громадянська, Аграрна та Комуністична. Із 77 обраних депутатів 8 були жінками, 74 – з високою освітою, майже 30 – із закінченням двох вищих навчальних закладів. Серед депутатів 1 академік, 7 докторів та 20 кандидатів наук за різними спеціальностями.
Переважну більшість депутатського корпусу складають інженери – 30, юристи – 22, економісти – 16, педагоги – 14, вчені та спеціалісти-аграрники – 8, а також журналісти, лікарі, історики, менеджери, військовослужбовці, спеціалісти. у міжнародних відносинах тощо було б.
- Голова (Торага) – Туякбай Жармахан Айтбайули.
- Заступники Голови – Копєєв Мухамбет Жуманазарули та Дяченко Сергій Олександрович.

### III скликання (2004–2007)
Вибори третього скликання Мажилісу Парламенту Республіки Казахстан відбулися у вересні 2004 року. У виборах взяли участь 12 політичних партій, 4 з яких входять до двох виборчих блоків.
За результатами виборів до Мажилісу Парламенту Республіки Казахстан обрано 77 депутатів. За одномандатними територіальними округами, утвореними з урахуванням адміністративно-територіальної єдності республіки, обрано 67 депутатів з приблизно рівною кількістю виборців. 10 депутатів обрано за системою пропорційного представництва та за партійними списками на території єдиного загальнодержавного виборчого округу. Серед них 7 депутатів обрано від республіканської політичної партії «Отан», по одному від республіканської політичної партії «Асар», Демократичної партії «Ак жол» та виборчого блоку «АИСТ» (Аграрно-промисловий союз трудящих) Аграрної та Громадянської партій Казахстану.
Із загальної кількості обраних парламентарів 59 депутатів були висунуті політичними партіями: 42 – від республіканської політичної партії "Отан", 11 – від виборчого блоку "АИСТ", 4 від республіканської політичної партії "Асар", 1 від Демократичної партії «Ак жол», та 1 від Громадянської партії Казахстану. Висунули 18 депутатів.
В Мажилісі працювало 69 чоловіків та 8 жінок. Середній вік депутатів третього обраного Мажилісу – 53 роки, наймолодшому – 28 років, найстаршому – 73 роки. Усі депутати були високоосвіченими.
28 депутатів мають наукові ступені і звання, з них 13 кандидатів наук і 15 докторів наук. Серед парламентаріїв значна кількість інженерів різних професій, їх 21, юристів – 14, економістів – 16. Крім того, третій обраний Мажиліс має професійні кваліфікації аграрні, міжнародні, менеджери, лікарі, вчителі, військові. персонал, журналісти, діячі культури та ін. був. 37 парламентарів закінчили два вищі навчальні заклади.
За останні роки в Мажилісі збільшилася кількість депутатів із стажем депутатства. 29 депутатів Мажилісу працювали в попереднім скликанні, троє на першому та другому скликаннях, двоє – в Сенаті, 12 депутатів раніше були обрані депутатами Верховної Ради Казахстану.
- Голова (Торага) – Мухамеджанов Орал Байконисули.
- Заступник голови – Дяченко Сергій Олександрович.

Мажиліс Парламенту Республіки Казахстан третього скликання припинив свою діяльність 20 червня 2007 року відповідно до Указу Президента Назарбаєва про розпуск Мажилісу.

### IV скликання (2007–2011)
Вибори четвертого скликання Мажилісу Парламенту Республіки Казахстан відбулися в серпні 2007 року відповідно до змін і доповнень, внесених до Конституції в травні 2007 року. Згідно з ними, Мажиліс складався зі 107 депутатів. 98 депутатів обрано за партійними списками на основі загального, рівного і прямого виборчого права при таємному голосуванні в єдиному загальнодержавному виборчому окрузі. Решта депутатів були обрані від Асамблеї народу Казахстану.
У виборах 18 серпня 2007 року, в яких взяли участь сім політичних партій, лише Республіканська народно-демократична партія «Нур Отан» подолала семивідсотковий бар'єр, обрані нею депутати зайняли всі 98 місць у Мажилісі Парламенту. 9 місць у Палаті отримали депутати, обрані Асамблеєю народу Казахстану 20 серпня 2007 року.
До складу Мажилісу увійшло 39 депутатів від попереднього складу депутатів, 24 особи від органів державного управління, 19 осіб від органів місцевого самоврядування, 8 осіб від підприємницьких структур, 8 осіб від сфери освіти, науки і культури та 9 осіб від інших сфер. У Мажилісі переважають інженери з різною освітою – 42, юристи – 34 та вчителі з другою вищою освітою за іншим фахом – 23 депутати. 21 депутат мав економічну освіту, 9 – сільськогосподарську. До депутатського корпусу також увійшли лікарі, міжнародники, журналісти, діячі культури і мистецтва та інші. У Мажилісі працювали 15 докторів наук і 27 кандидатів наук, 35 парламентарів мали дві вищі освіти.
Розширилося представництво різних національностей у віче. Серед депутатів — 82 казахи, 17 росіян, 2 німці та по одному білорусу, балкарцю, корейцю, українцю, узбеку та уйгуру. Більш ніж удвічі зросла кількість жінок – 17 депутатів.
Середній вік депутатів четвертого обраного Мажилісу становить 52 роки, що на рік менше, ніж на третіх виборах. Найбільша вікова група – від 50 до 59 років – 44 депутати, наступна група – від 40 до 50 років – 36 депутатів, старше 60 років – 23 особи, найменша – від 30 до 40 років – чотири депутати.
- Голови (Торага) — Мусін Аслан Есболайули та Мухамеджанов Орал Байгонисули
- Заступники голови — Дяченко Сергій Олександрович, Жумагулов Бакитжан Турсинули, Карібжанов Женібек Салімули, Бобров Володимир Якович

Мажиліс Парламенту Республіки Казахстан третього скликання припинив свою діяльність 16 листопада 2011 року відповідно до Указу Президента Назарбаєва про розпуск Мажилісу.

### V скликання (2012–2016)
Новий склад п'ятого скликання Мажилісу Парламенту Республіки Казахстан був сформований у січні 2012 року.
У виборах взяли участь сім політичних партій, три з них набрали понад 7% голосів виборців і пройшли до Мажилісу: Народно-демократична партія «Нур Отан» (80,99%), Демократична партія «Ак Жол». Казахстану (7,47%), Комуністична народна партія Казахстану (7,19%).
У Мажилісі працюють 83 депутати від партії «Нур Отан», 8 депутатів від партії «Ак Жол», 7 депутатів від КНП. Є 9 депутатів Асамблеї народу Казахстану. Всього в Мажилісі працюють 107 депутатів.
До Мажилісу увійшли 43 депутати з депутатського корпусу попередніх виборів. У палаті працюють інженери різної кваліфікації – 30 депутатів, 21 викладач, 13 юристів. Економічну освіту має 21 депутат, сільськогосподарську – 10 депутатів.
У Мажилісі працюють 2 академіки, 17 докторів наук і 25 кандидатів наук, 60 парламентарів мають дві вищі освіти. У палаті збільшилася кількість представників різних національностей. У депутатському корпусі 76 казахів, 21 росіянин, 3 українці, 2 німці та по одному татарину, чеченцю, корейцю, узбеку та уйгуру. Кількість жінок-депутатів – 26.
Середній вік депутатів Мажилісу становить 56 років, що на чотири роки більше, ніж у четвертому скликанні. Найбільша вікова група – від 50 до 59 років, 47 народних депутатів, 34 – старше 60 років, 22 – від 40 до 47 років, 4 – від 30 до 39 років.

### VI скликання (2016–2021)
- Голови (Торага) – Нигматулін Нурлан Зайроллаули, Кошанов Єрлан Жаканули
- Заступники голови Мажилісу — Дяченко Сергій Олександрович, Ізмухамбетов Бактикожа Салахатдінули

### VII скликання (2021–2023)
Вибори депутатів сьомого скликання Мажилісу Парламенту Республіки Казахстан відбулися 10 січня 2021 року.
Глава держави Касим-Жомарт Токаєв у своєму зверненні до народу Казахстану у вересні 2022 року оголосив, що вибори до Мажилісу та Масліхатів відбудуться в першій половині 2023 року.
19 січня 2023 року Президент Токаєв провів нараду з головами палат Парламенту та Прем’єр-міністром щодо розпуску Мажилісу Парламенту та дострокового припинення повноважень масліхатів. У заяві Президента щодо проведення позачергових виборів Мажилісу Парламенту та депутатів Масліхата було оголошено, що Указом від 19 січня 2023 року сьомий обраний Мажиліс Парламенту Республіки Казахстан розпущено, а позачергові вибори депутатів Мажилісу Парламенту Республіки Казахстан були призначені на 19 березня 2023 року.
Три з п'яти партій, які взяли участь у виборах, набрали понад 7 відсотків голосів і були включені до Мажилісу парламенту. Це: партія «Нур Отан» (71,09%), Демократична партія Казахстану «Ак жол» (10,95%) і Народна партія Казахстану (9,10%). У Мажилісі парламенту працюють 76 депутатів від партії "Нур Отан", 12 - від партії "Ак Жол" і 10 - від Народної партії Казахстану. Від Асамблеї народу Казахстану обрано 9 депутатів.

## Склад та обрання
Мажиліс складається з 98 депутатів, що обираються за пропорційною (партійні списки з 5-відсотковим загороджувальним бар'єром по загальнонаціональному округу, 69 місць) та мажоритарною (одномандатні округи, 29 місць) виборчою системою.
Депутатів Мажилісу нерідко називають "мажилісменами", подібно до того, як називають членів Палати представників Конгресу США.
Термін повноважень депутатів Мажилісу – п'ять років. Чергові вибори депутатів Мажилісу проводяться не пізніше ніж за два місяці до закінчення строку повноважень скликання Парламенту. Позачергові вибори депутатів Мажилісу Парламенту проводять протягом двох місяців з дня дострокового припинення повноважень Мажилісу Парламенту.
Депутатом Мажиліса може бути особа, яка досягла двадцяти п'яти років, яка перебуває у громадянстві Республіки Казахстан і постійно проживає її території останні десять років.
Позбавлення депутата Мажиліса Парламенту мандата може бути зроблено за:
1. вихід або виключення депутата з політичної партії, від якої відповідно до конституційного закону він обраний;
2. припинення діяльності політичної партії, від якої відповідно до конституційного закону депутата обрано.

## Повноваження
До виняткового ведення Мажилісу згідно з Конституцією країни належить:
1. прийняття до розгляду внесених до Парламенту проєктів конституційних законів та розгляд цих проектів;
2. більшістю голосів від загальної кількості депутатів надання згоди Президентові РК на призначення Прем'єр-міністра РК;
3. оголошення чергових виборів Президента РК;
4. здійснення інших повноважень, покладених Конституцією на Мажиліс Парламенту.

Мажиліс більшістю голосів від загальної кількості депутатів Мажилісу з ініціативи щонайменше однієї п'ятої від загальної кількості депутатів вправі висловити вотум недовіри Урядові.

## Комітети
У складі Мажилісу діють такі комітети.:
- з аграрних питань;
- із законодавства та судово-правової реформи;
- з міжнародних справ, оборони та безпеки;
- із соціально-культурного розвитку;
- з питань екології та природокористування;
- з фінансів та бюджету;
- з економічної реформи та регіонального розвитку.

## Керівництво

### Торага
Спікер Мажилісу називається Головою, або Торагою. Торага відкриває засідання Мажилісу, скликає чергові спільні засідання палат, головує на чергових і позачергових спільних засіданнях. Нині цю посаду обіймає Єрлан Кошанов.
| №  | № | Фото     | Роки життя                     | Роки правління | Партія | Партія       |
| -- | - | -------- | ------------------------------ | -------------- | ------ | ------------ |
| 1  |   |          | Марат Оспанов (1949–2000)      | 1996–1999      |        | безпартійний |
| 1  |   | Отан     | Марат Оспанов (1949–2000)      | 1996–1999      |        |              |
| 2  |   |          | Жармахан Туякбай (1949–2000)   | 1999–2004      |        | безпартійний |
| 3  |   |          | Орал Мухамеджанов (1948–2013)  | 2004–2007      |        | Отан         |
| 3  |   | Нұр Отан | Орал Мухамеджанов (1948–2013)  | 2004–2007      |        |              |
| 4  |   |          | Аслан Мусін (1954–)            | 2007–2008      |        | Нұр Отан     |
| 5  |   |          | Орал Мухамеджанов (1948–2013)  | 2008–2011      |        | Нұр Отан     |
| 6  |   |          | Нурлан Нігматулін (1962–)      | 2012–2014      |        | Нұр Отан     |
| 7  |   |          | Кабіболла Жакипов (1949–)      | 2014–2016      |        | Нұр Отан     |
| 8  |   |          | Бактикожа Ізмухамбетов (1948–) | 2016           |        | Нұр Отан     |
| 9  |   |          | Нурлан Нігматулін (1962–)      | 2016–2022      |        | Нұр Отан     |
| 10 |   |          | Єрлан Кошанов (1962–)          | 2022–          |        | Нұр Отан     |
| 10 |   | Аманат   | Єрлан Кошанов (1962–)          | 2022–          |        |              |

### Заступники голови
Є два заступники Тораги, кандидатури яких пропонує сам Торага і обираються мажилісменами. Заступники виконують обов'язки, покладені на них Головою.